# The Greed of Osman Bey
The Greed of Osman Bey è un cortometraggio muto del 1913 diretto da Richard Ridgely.

## Produzione
Il film fu prodotto dalla Edison Company.

## Distribuzione
Distribuito dalla General Film Company, il film - un cortometraggio in una bobina - uscì nelle sale cinematografiche statunitensi il 28 luglio 1913.